# Bouna Sarr
Bouna Junior Sarr (Lyon, 31 de janeiro de 1992) é um futebolista senegalês que atua como lateral-direito. Atualmente está sem clube.

## Carreira
Formado nas categorias de base do Metz, Sarr passou pelo Olympique de Marseille antes de ser contratado pelo Bayern de Munique em outubro de 2020.

## Títulos
Bayern de Munique
- Copa do Mundo de Clubes da FIFA: 2020[2]
- Bundesliga: 2020–21, 2021–22 e 2022–23
- Supercopa da Alemanha: 2021

Seleção Senegalesa
- Campeonato Africano das Nações: 2021